# Vincent Carelli
Vincent Carelli (Paris, 1953) é indigenista e documentarista, criador do Vídeo nas Aldeias (1987), projeto que forma cineastas indígenas.

## Vida
Filho de pai brasileiro, o artista plástico Antonio Carelli, e de mãe francesa, ele nasceu em Paris e se mudou com 5 anos para São Paulo, onde iniciou o curso de Ciências Sociais na Universidade de São Paulo, o qual abandonou para se dedicar ao indigenismo. Desde 1973 está envolvido com projetos de apoio a grupos indígenas no Brasil.
Vincent Carelli é irmão da atriz Chica Carelli (1957), diretora do Teatro Vila Velha, em Salvador (Bahia) e irmão do historiador e sociólogo Mario Carelli (1951 - 1994), responsável pela tradução de obras de Machado de Assis e Lucio Cardoso para o francês.
Atualmente, Vincent vive em Olinda, Pernambuco.

## Realizações
Foi indigenista da Fundação Nacional do Índio, jornalista e repórter fotográfico free-lancer das revistas Isto é, Repórter Três e do jornal Movimento.  Foi também editor fotográfico e pesquisador do Projeto Povos Indígenas no Brasil do CEDI - Centro Ecumênico de Documentação e Informação (sucedido pelo Instituto Socioambiental).  No final de 1979, fundou, com um grupo de antropólogos, o Centro de Trabalho Indigenista (CTI), uma organização independente, sem fins lucrativos, destinada a apoiar  projetos voltados aos indígenas. Foi Diretor do Programa de Índio da TV Universidade (co-produção do CTI com a UFMT).
Com sua mulher, a antropóloga paulista Virgínia Valadão (1952 - 1998) que também foi fundadora do CTI, iniciou o projeto Vídeo nas Aldeias, em 1986. O projeto, criado no âmbito do CTI,  promoveu, ao longo de mais de vinte anos, o encontro dos indígenas com suas imagens, tornando o vídeo um instrumento de expressão da sua identidade e refletir suas visões de mundo. Além de treinar e equipar as comunidades indígenas com equipamentos de vídeo, o projeto estimulou a troca de informações e de imagens entre as nações, que discutiam juntas a maneira de apresentar sua realidade para o resto do mundo.
Em 2009, seu documentário Corumbiara, um longa-metragem que conta a história de um massacre de indígenas ocorrido em 1985 na Gleba Corumbiara, no sul de Rondônia, e a vivência do diretor com os índios isolados,  obteve o prêmio de melhor filme do 37º Festival de Cinema de Gramado. Carelli ganhou também o prêmio de melhor diretor, dividido com o cineasta gaúcho Paulo Nascimento.Corumbiara também recebeu o grande prêmio do 11° Festival Internacional de Cinema Ambiental (Fica).

## Filmografia e prêmios

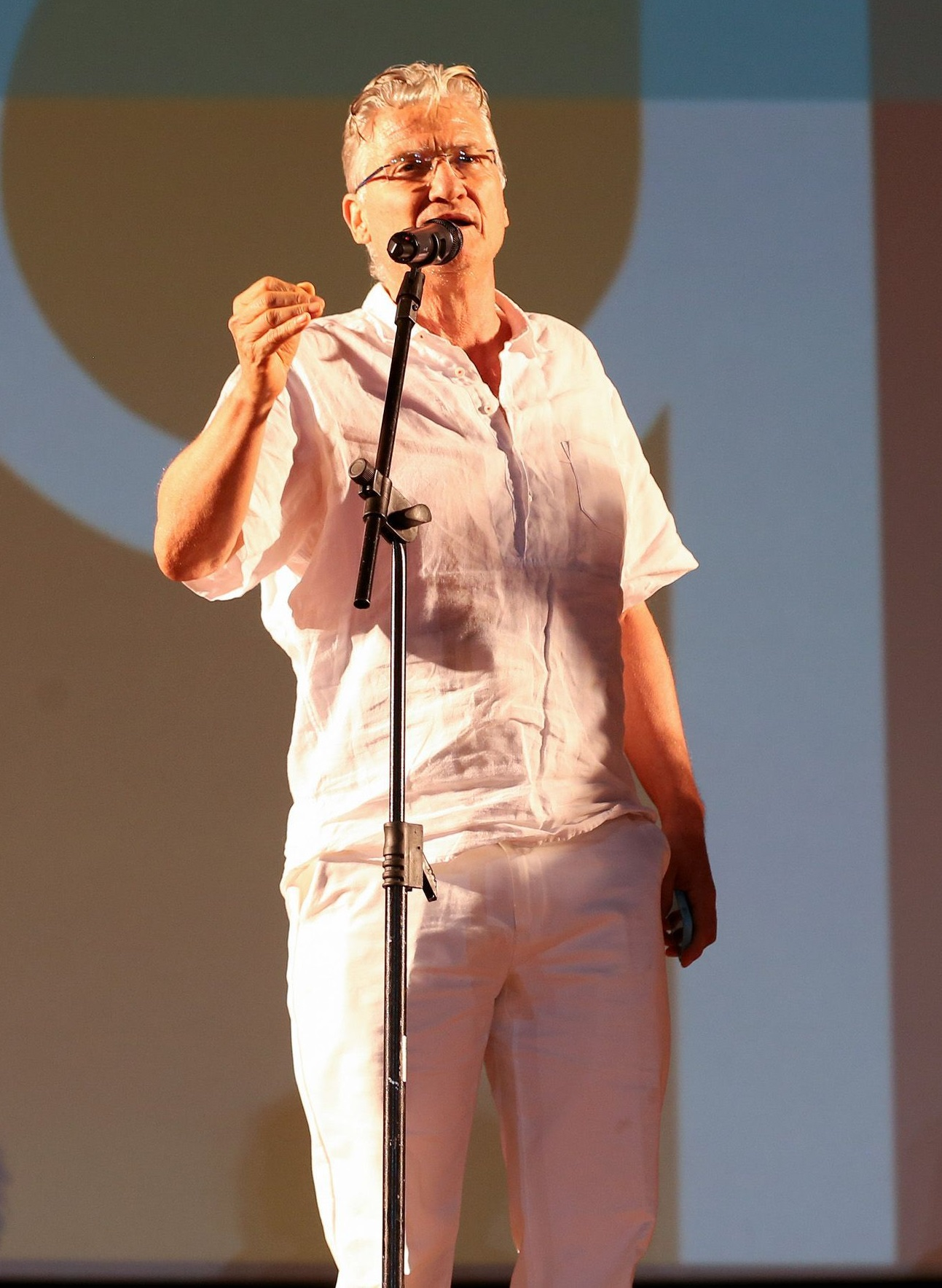
Vincent Carelli durante a premiação do 49º Festival de Brasília do Cinema Brasileiro, em 2016

- Martírio, 2018, Documentário com Ernesto de Carvalho e Tatiana Soares de Almeida com imagens históricas da resistência guarani Kaiowá ao conflito com as instituições governamentais.[11]
- A festa da moça, 1987, 18 minutos
- Pemp, 1988, 27'.
- Vídeo nas Aldeias	1989, 9'. Documenta como quatro grupos indígenas da Região Norte do país (nhambiquara, gavião, ticuna e caiapó) incorporaram o uso do vídeo a seus projetos artísticos e culturais.
- O espírito da TV,	1990, 18'. Reportagem sobre o impacto que a televisão trouxe à tribo Waiãpi, no Amapá. Não há repórter, nem narrador. A edição é feita de modo a interferir o menos possível nos depoimentos. O título veio da declaração de um índio, que se sentiu mal ao ver nas telas imagens de um ritual de evocação dos espíritos. Também é abordada a questão dos garimpeiros, que chegaram à região a partir dos anos 1970.	Premiado no 9° Videobrasil
- Mieko e Kimiko,	1991, 14'.
- Antônio Carelli,	1991, 10'.
- Ninguém come carvão, 1991, 15'. Prêmio de Melhor documentário na XIV Jornada de Cinema e Vídeo do Maranhão, 1991.
- Qual é o jeito, Zé?, 1992, 15'.	Luis Vila Nova, líder camponês de Buriticupu, no Maranhão, explica o movimento de ocupação das matas improdutivas por milhares de trabalhadores sem terra e os confrontos com jagunços e policiais federais. Co-direção: Murilo Santos
- Boca livre no Sararé, 1992, 27'
- A Arca dos Zo’é, 1993, 22'. Waiwai, um dos chefes Waiãpi, relata na sua aldeia a viagem que empreendeu para encontrar e filmar os índios Zo’é (Pará), grupo contactado na década de 1980.
- Eu já fui seu irmão, 1993, 32'. Melhor Vídeo (juri popular), Troféu São Luís (vídeo) e  Troféu Jangada (Juri OCIC) no 17° Guarnicê de Cine-vídeo do Maranhão, 1994.
- Antropofagia Visual, 1994, 17'
- Placa Não Fala, 1996, 27'.
- Segredos da Mata, 1998, 37'.
- Ou Vai, Ou Racha! Vinte Anos de Luta, 1998, 31'. Prêmio al Valor Testimonial y Documental no VI Festival de Cine e Vídeo dos Povos Indígenas, Guatemala, 1999.
- Corumbiara,[12] 2009, 117'. Prêmio de melhor filme do 37º Festival de Cinema de Gramado.
- Antônio e Piti,[13] 2019, 78'.

Em 26 de novembro de 2009, o projeto Vídeo nas Aldeias  recebeu a Ordem do Mérito Cultural, em cerimônia prestigiada pelo presidente da República.